# Caledonula fuscovittata
Caledonula fuscovittata är en insektsart som först beskrevs av Willemse, C. 1923.  Caledonula fuscovittata ingår i släktet Caledonula och familjen gräshoppor. Inga underarter finns listade i Catalogue of Life.